# Amatersko prvenstvo Francije 1963
Amatersko prvenstvo Francije 1963 v tenisu.

## Moški posamično
Roy Emerson :  Pierre Darmon  3-6, 6-1, 6-4, 6-4

## Ženske posamično
Lesley Turner :  Ann Jones  2-6, 6-3, 7-5

## Moške dvojice
Roy Emerson /   Manuel Santana :  Gordon Forbes /  Abe Segal  6–2, 6–4, 6–4

## Ženske dvojice
Ann Haydon Jones /  Renée Schuurman Haygarth :   Robyn Ebbern / Margaret Smith 7–5, 6–4

## Mešane dvojice
Margaret Smith /   Ken Fletcher :  Lesley Turner Bowrey /  Fred Stolle  6–1, 6–2